# Stellung (Heraldik)
Unter Stellung versteht man in der Heraldik die Anordnung der Wappenbilder zueinander und zum Wappenschild. Sie folgen speziellen Regeln der Blasonierung.
Für die Stellung von gemeinen Figuren hat sich in der Heraldik eine eigene Sprache entwickelt.

## Stellung im Feld
Im Allgemeinen schwebt jede gemeine Figur, das heißt, sie berührt die Ränder (Schnitte, Schildrand, Ränder anderer Figuren) nicht, sondern ist im Feld respektive im freien Platz im Feld harmonisch positioniert. Das unterscheidet sie von den Heroldsbildern, die ihrem Wesen nach in erster Linie Aufteilungen sind, und im Normalfall immer durchgehen. Ein Heroldsbild gewinnt dann den Charakter der Figur, wenn es nicht durchläuft; so kann ein Pfahl (ein senkrechtes Element) abgeledigt oder abgekürzt sein, dann schwebt er.
Eine Ausnahme bilden Figuren, die von Natur aus stehen, wie menschliche Figuren, Baulichkeiten oder Bäume, diese werden speziell als [frei]schwebend blasoniert.
Es werden Heroldsbilder oben oder unten angeordnet, wenn diese im Haupt respektive Fuß zu sehen sind (und präziser mit Ort/Obereck und Punkt/Untereck), in der Mitte des Wappens ist die Herzstelle. Vorn und hinten ist die Bestimmung der Wappenseite, welche sich aus der Sicht des Schildträgers ergibt, wobei heraldisch rechts als vorn bestimmt ist, die andere Seite ist sinngemäß hinten.
Figuren, die die Teilungen berühren, werden als anstehend, anstoßend und ähnlich gemeldet. Sieht man an nur einen Teil einer Figur, wird sie als wachsend blasoniert. Weitere Fachausdrücke beziehen sich an die Stellung kleiner Figuren zur Hauptfigur.

## Speziellere Stellungen
Senkrecht angeordneten Figuren sind als pfahlweise zu blasonieren. Sind diese Figuren waagerecht angeordnet, spricht der Heraldiker nicht von nebeneinander, sondern von balkenweise.
Schräg von rechts oben nach links unten (auch die andere Richtung) wird als schrägbalkenweise Anordnung gemeldet. Sind die Figuren kreuzförmig schräg angeordnet, sind sie schragenweise und nicht kreuzweise angeordnet. Kreuzweise sind sie erst angeordnet, wenn man sich ein griechisches Kreuz für diese Lage vorstellen kann. Wird der waagerechte, also der Balkenteil zum oberen Schildrand verschoben und es lässt sich ein Hochkreuz als Lageposition annehmen, so sind die gemeinen Figuren hochkreuzweise angeordnet. Die im Schildfeld triangelförmig liegenden Bilder sind in der Form eines gleichseitigen Dreiecks angeordnet. Es wird auch Dreipass genannt. Das ist beispielsweise bei Kugeln und Ringen üblich, gilt aber für viele Wappenfiguren. Wenn die Anordnung parallel zum Schildrand verläuft, ist das Element nach dem Rand gestellt, oder bordweise angeordnet, hier ist der Schildbord dann sichtbar. 
Auch sind feine Unterschiede zwischen belegt, bestreut und besät zu vermerken. Kleine Figuren im gesamten Schild gleichmäßig verteilt, gilt als bestreut oder besät, ist die Anzahl festgelegt aber als belegt. 

## Stellung in Abhängigkeit von der Anzahl
Allgemein wird die Lage und Anzahl pro Reihe mit Zahlen blasoniert, etwa als zwei über eins, geschrieben „2;1“, „2:1“, „2-1“ oder ähnliches; eine größere Anzahl Figuren kann ebenfalls in mehreren sukzessive kürzer werdenden Reihen angeordnet und dann mit beispielsweise drei über zwei über eins gestellt (3;2;1) beschrieben werden. 
Werden in der Heraldik die Figuren der Regel entsprechend ins Wappen gestellt, ist die Stellung im Allgemeinen nicht zu blasonieren. Alle Abweichungen sind immer zu melden. Ein Spezialfall ist beispielsweise in verkehrter Ordnung (1;2 anstatt 2;1).
- 2 Figuren
Regel nebeneinander
- 3 Figuren
  - Regel 2; 1, als zwei nebeneinander und eine Figur unterhalb der Lücke
  - blasoniert als Dreipass, wenn das betont werden soll
- 4 Figuren 
Regel 2; 2 als zwei Reihen mit je zwei nebeneinander gestellten Figuren
- 5 Figuren
  - Regel 2; 2; 1 als zwei Reihen mit je zwei nebeneinander gestellten und eine Figur unterhalb der Lücke
  - blasoniert als Kreuz gestellt, wenn die Stellung 1; 3; 1 ist
  - blasoniert als Andreaskreuz gestellt, wenn die Stellung 2; 1; 2 ist
  - im Kreis angeordnet heißt in Zirkel, in Runde gestellt
- 6 Figuren 
  - Regel 3; 2; 1
  - 3; 2; 1 ist in verkehrter Ordnung
- 7 Figuren 
  - Regel 3; 3; 1
- Mehr als 7 Figuren 
Regel ist, die Stellung zu melden

Die Angabe ist dieselbe, ob es sich um gleiche Figuren handelt, oder unterschiedliche. Im letzteren Fall ist aber auf Eindeutigkeit der Blasonierung zu achten.

## Große und kleine Figuren
In vielen Wappen sind kleine Figuren neben der Hauptfigur dargestellt. So blasoniert man allgemein die Hauptfigur zuerst und meldet dann links, rechts, darüber oder darunter für eine weitere Figur. 
Zur Beschreibung haben sich Begriffe für bestimmte Formen herausgebildet. So unterscheidet man:
- belegt oder beladen bedeutet, ein kleineres Bild auf einem größeren ohne die Begrenzungen zu berühren. Das Gegenteil davon ist besät.
- besteckt bedeutet die Befestigung außen an einem größeren Gegenstand.
- besät oder bestreut weisen auf viele kleine Figuren (Schindeln, Herze, Sterne etc.) im Feld hin, ersteres mit Randkontakt, letzteres ohne.
- begleitet wird eine Figur von kleineren gemeinen Figuren. Hier gibt es auch die einseitige Beseitung, die links oder rechts sein kann und auch so benannt wird.
- überhöht steht für „darüber“, insbesondere wenn ein speziellerer Bezug betont oder dichtere Anordnung gewünscht ist, etwa eine Krone über einer Figur.

Folgen mehrerer kleine Figuren dem Bild der großen, so spricht man von nach der Figur gelegt, das stellt eine natürliche, ansprechende Stellung im Bezug zur Hauptfigur dar.